# Aprophata ruficollis
Aprophata ruficollis es una especie de escarabajo longicornio del género Aprophata, subfamilia Lamiinae. Fue descrita científicamente por Heller en 1916.
Se distribuye por Filipinas. Mide 14-18 milímetros de longitud.